# Kaneelbekarde
De kaneelbekarde (Pachyramphus cinnamomeus) is een zangvogel uit de familie Tityridae.

## Verspreiding en leefgebied
Deze soort komt voor van Mexico tot Ecuador en telt vier ondersoorten:
- P. c. fulvidior: van zuidoostelijk Mexico tot westelijk Panama.
- P. c. cinnamomeus: van oostelijk Panama tot westelijk Ecuador.
- P. c. magdalenae: noordelijk Colombia en noordwestelijk Venezuela.
- P. c. badius: westelijk Venezuela.

## Status
De grootte van de populatie is in 2019 geschat op 50.000-500.000 volwassen vogels. Op de Rode lijst van de IUCN heeft deze soort de status niet bedreigd.